# 大洋桥

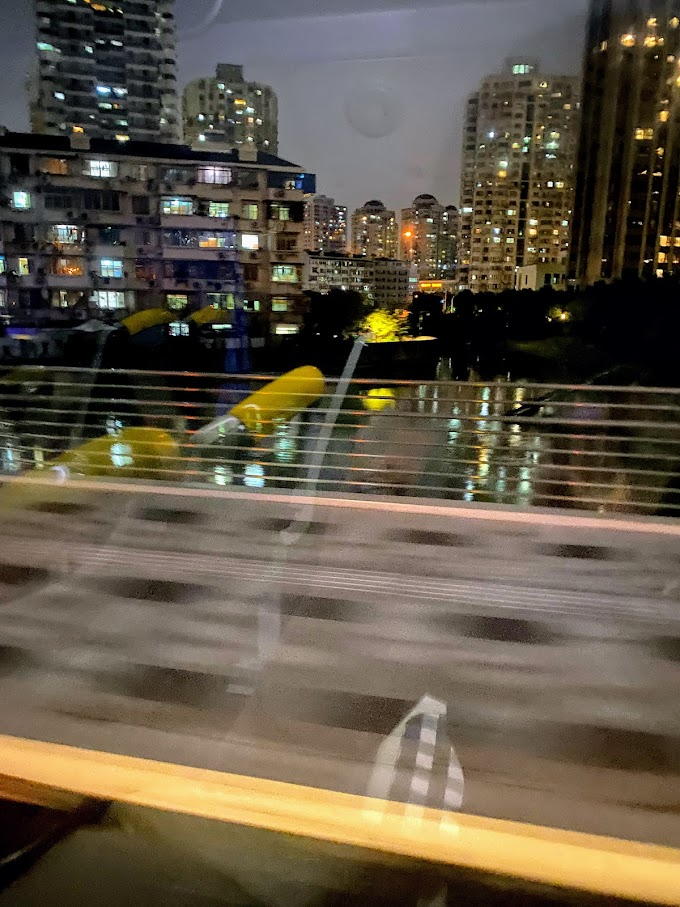
大洋橋與彭越浦

大洋桥是中華人民共和國上海市一條橫跨彭越浦的橋樑，橋上道路為交通路，該橋也是普陀區和靜安區的交界處，南側為京沪铁路和上海轨道交通3号线以及上海轨道交通4号线的共線路段。
清朝清德宗光绪三十四年（1908年），當局修建沪宁铁路时建造橫跨彭越浦的铁路桥，起名為大洋桥；中華民国7年（1918年），當局在铁路桥北侧又修建一座石桥，同樣起名為大洋桥。而根據其他說法，大洋橋是由上海的慈善团体普善堂出资建造的一座木橋，最早被叫做“普善桥”。20世纪20年代，木桥被上海工務局重建为水泥桥，因水泥原產自西方，當時的人們會將西方的事物稱為「洋」，於是普善桥的稱呼逐步被大洋橋所取代。大洋橋附近原本有舊貨市場，21世紀後被拆除。有時大洋橋也會作為一個地名被用來稱呼周邊地區。2021年5月30日，大洋桥吊桩施工完成。